# Cidimbo
Cidimbo är ett periodiskt vattendrag i Burundi.   Det ligger i provinsen Ngozi, i den norra delen av landet, 100 kilometer nordost om huvudstaden Bujumbura.
Omgivningarna runt Cidimbo är en mosaik av jordbruksmark och naturlig växtlighet. Runt Cidimbo är det tätbefolkat, med 459 invånare per kvadratkilometer.